# Квалификације за Конкакафов шампионат 1977.
У квалификацијама за Конкакафов шампионат 1977. је учествовало укупно 17 тимова Конкакафа. Хондурас се повукао пре одигравања утакмица. Преосталих 16 тимова подељено је у 3 зоне, на основу географског положаја:
1. Северноамеричка зона је имала 3 тима. Тимови су играли један против другог по принципу код куће и у гостима. Победник групе и другопласирани ће се пласирати у финалну рунду.
2. Централноамеричка зона је имала 4 тима. Тимови су играли један против другог по принципу код куће и у гостима. Победник групе и другопласирани ће се пласирати у финалну рунду.
3. Карипска зона је имала 9 тимова, који би били подељени у 2 групе од по 4 или 5 тимова. Екипе су играле у нокаут турниру, са утакмицама код куће и у гостима. Победници група пласирали би се у финалну рунду.[1]

## Земље учеснице
Седамнаест тимова је регистровано за квалификације за Светско првенство 1978. Конкакафу је додељено једно место за Светско првенство, а расподела је ишла на следећи начин.

## Северноамеричка зона
| Pos | Тим              | О | П | Н | И | ГД | ГП | ГР | Бод. |
| --- | ---------------- | - | - | - | - | -- | -- | -- | ---- |
| 1   | Мексико          | 4 | 1 | 2 | 1 | 3  | 1  | +2 | 4    |
| 2=  | Канада           | 4 | 1 | 2 | 1 | 2  | 3  | −1 | 4    |
| 2=  | Сједињене Државе | 4 | 1 | 2 | 1 | 3  | 4  | −1 | 4    |

| Канада         | 1 : 1 | Сједињене Државе |
| -------------- | ----- | ---------------- |
| Боб Болито 77’ |       | Борис Бандов 8’  |

| Сједињене Државе | 0 : 0 | Мексико |
| ---------------- | ----- | ------- |
|                  |       |         |

| Канада          | 1 : 0 | Мексико |
| --------------- | ----- | ------- |
| Баз Парсона 32’ |       |         |

| Мексико                                                                | 3 : 0 | Сједињене Државе |
| ---------------------------------------------------------------------- | ----- | ---------------- |
| Франсиско Солис 28’ · Педро Дамјан Алварез 40’ · Уго Давила 83’ (пен.) |       |                  |

| Сједињене Државе            | 2 : 0 | Канада |
| --------------------------- | ----- | ------ |
| Миро Рајс 55’ · Џули Ви 81’ |       |        |

| Мексико | 0 : 0 | Канада |
| ------- | ----- | ------ |
|         |       |        |

Канада и САД су на крају квалификација били изједначени у свим параметрима па су морали да одиграју утакмицу на неутралном терену да би одлучили другог учесника финалног  турнора СП 78.
| Канада                                              | 3 : 0 | Сједињене Државе |
| --------------------------------------------------- | ----- | ---------------- |
| Брајан Бад 21’ · Боб Ленардуци 80’ · Боб Болито 87’ |       |                  |

Мексико и Канада су се квалификовали на СП 78.

## Централноамеричка зона
| Pos | Тим       | О | П | Н | И | ГД | ГП | ГР  | Бод. |
| --- | --------- | - | - | - | - | -- | -- | --- | ---- |
| 1   | Гватемала | 6 | 3 | 2 | 1 | 15 | 6  | +9  | 8    |
| 2   | Салвадор  | 6 | 2 | 3 | 1 | 10 | 7  | +3  | 7    |
| 3   | Костарика | 6 | 1 | 4 | 1 | 8  | 6  | +2  | 6    |
| 4   | Панама    | 6 | 1 | 1 | 4 | 7  | 21 | −14 | 3    |

| Панама                                                             | 3 : 2 | Костарика                                |
| ------------------------------------------------------------------ | ----- | ---------------------------------------- |
| Луис Ернесто Тапија 48’ · Федерико Понсе 50’ · Августин Санчез 75’ |       | Хавијер Хименез 34’ · Марио Барантес 85’ |

| Панама                     | 1 : 1 | Салвадор                |
| -------------------------- | ----- | ----------------------- |
| Вирхилио Васкез 50’ (пен.) |       | Луис Рамирез Запата 16’ |

| Костарика                                             | 3 : 0 | Панама |
| ----------------------------------------------------- | ----- | ------ |
| Џони Алварадо Касканте 11’, 22’ · Хавијер Хименез 44’ |       |        |

| Салвадор                                             | 4 : 1 | Панама                    |
| ---------------------------------------------------- | ----- | ------------------------- |
| Луис Рамирез Запата 7’, 14’, 78’ · Силвио Агвино 69’ |       | Ектор Нестор Ернандез 88’ |

| Панама                                          | 2 : 4 | Гватемала                                                                   |
| ----------------------------------------------- | ----- | --------------------------------------------------------------------------- |
| Алан Велман 9’ (а.г.) · Даније Монтиљо Руиз 25’ |       | Селвин Пенант 51’ · Оскар Енрике Санчез 56’, 63’ · Хулио Сезар Андерсон 88’ |

| Гватемала                                                                                              | 7 : 0 | Панама |
| --- | ----- | ------ |
| Оскар Енрике Санчез 14’, 68’ · Селвин Пенант 17’, 40’ · Феликс Макдоналд 53’, 62’ · Питер Сандовал 70’ |       |        |

| Салвадор                  | 1 : 1 | Костарика           |
| ------------------------- | ----- | ------------------- |
| Давид Арнолдо Кабрера 27’ |       | Хавијер Хименез 78’ |

| Костарика | 0 : 0 | Гватемала |
| --------- | ----- | --------- |
|           |       |           |

| Гватемала                                                                           | 3 : 1 | Салвадор                                  |
| ----------------------------------------------------------------------------------- | ----- | ----------------------------------------- |
| Леонардо Карлос Мекниш Перез 19’ · Бенхамин Монтеросо 30’ · Оскар Енрике Санчез 80’ |       | Виктор Мануел Мехија Валенсија 14’ (пен.) |

| Гватемала          | 1 : 1 | Костарика                 |
| ------------------ | ----- | ------------------------- |
| Питер Сандовал 77’ |       | Вилијам Фишер Салгадо 89’ |

| Костарика                 | 1 : 1 | Салвадор                |
| ------------------------- | ----- | ----------------------- |
| Хавијер Масис Фигероа 40’ |       | Луис Рамирез Запата 75’ |

| Салвадор                                               | 2 : 0 | Гватемала |
| ------------------------------------------------------ | ----- | --------- |
| Давид Арнолдо Кабрера · Виктор Мануел Мехија Валенсија |       |           |

Гватемала и Салвадор су се квалификовали за финални део.

## Карипска зона

### Група А

#### Прво коло
| Гвајана                       | 2 : 0 | Суринам |
| ----------------------------- | ----- | ------- |
| Виберт Батс 9’ · Кит Нилс 72’ |       |         |

| Суринам                              | 3 : 0 (3 : 2 укупан скор) | Гвајана |
| ------------------------------------ | ------------------------- | ------- |
| Хенри Плејфер 4’ · Рој Џорџ 35’, 53’ |                           |         |

Суринам се кавлификовао за друго коло.
| Барбадос                     | 2 : 1 | Тринидад и Тобаго |
| ---------------------------- | ----- | ----------------- |
| Виктор Кларк 47’, 54’ (пен.) |       | Стив Дејвид 83’   |

| Тринидад и Тобаго | 1 : 0 (2 : 2 укупан скор) | Барбадос |
| ----------------- | ------------------------- | -------- |
| Ентони Даглас 36’ |                           |          |

Укупан резултат је био нерешен 2 : 2, па је одигран је плеј-оф меч да би се одлучило ко ће проћи у другу рунду.
| Барбадос         | 1 : 3 | Тринидад и Тобаго                                           |
| ---------------- | ----- | ----------------------------------------------------------- |
| Виктор Кларк 26’ |       | [Сем Левелин 3’ · Леон Карпет 74’ · Виктор Кларк 85’ (а.г.) |

Тринидад и Тобаго се пласирао у друго коло, преко плеј-офа.

#### Друго коло
| Суринам     | 1 : 1 | Тринидад и Тобаго |
| ----------- | ----- | ----------------- |
| Рој Џорџ 2’ |       | Стив дејвид 9’    |

| Тринидад и Тобаго                           | 2 : 2 (3 : 3 укупан резултат) | Суринам                               |
| ------------------------------------------- | ----------------------------- | ------------------------------------- |
| Селрис Фигаро 29’ (пен.) · Семи Левелин 64’ |                               | Реми Олмберг 44’ · Риналдо Ентинг 83’ |

Укупан резултат је био изједначен 3 : 3, па се из тог разлога играо плеј-оф меч на неутралном терену, би се одлучило ко ће се пласирати на турнир.
| Суринам                                      | 3 : 2 (п. с. н.) | Тринидад и Тобаго    |
| -------------------------------------------- | ---------------- | -------------------- |
| Рој Џорџ 60’, 80’ · Реми Олмберг 107’ (пен.) |                  | Стив Дејвид 19’, 70’ |

Суринам се пласирао на турнир, преко плеј-офа.

## Голгетери
6. голова
- Емануел санон

5. голова
- Оскар Енрике Санчез
- Луис Рамирез Запата
- Рој Џорџ